# ВК Ференцварош
ВК Ференцварош (мађ. Ferencvárosi TC) је мађарски ватерполо клуб из Будимпеште. Клуб је основан 1899. године. Боје клуба су зелена и бела. Тренутно се такмичи у Првој лиги Мађарске.
Са 26 титула у националном првенству и 23 трофеја Купа Мађарске спада у најтрофејније мађарске ватерполо клубове. Ференцварош је имао успеха и у међународним такмичењима, четири пута је освојио Куп победника купова, поред још једног финала, и пет пута Суперкуп Европе, док је играо и два финала ЛЕН Трофеја, такмичење које је 2017. године коначно освојио, а 2018. успео и да одбрани тај трофеј. Највећи успех остварио је 2019. године освајањем прве титуле првака Европе, а потом и друге 2024.

## Успеси

### Национални
- Прва лига Мађарске:

Првак (26): 1910, 1911, 1912, 1913, 1918, 1919, 1920, 1921, 1922, 1925, 1926, 1927, 1944, 1956, 1962, 1963, 1965, 1968, 1987/88, 1989/90, 1999/00, 2017/18, 2018/19, 2021/22, 2022/23, 2023/24.
Други (13): 1909, 1923, 1924, 1928, 1949, 1955, 1960, 1961, 1964, 1966, 1969, 1974, 1998/99.
- Куп Мађарске:

Освајач (23): 1923, 1924, 1926, 1949, 1957, 1962, 1964, 1965, 1967, 1969, 1973, 1976, 1977, 1978, 1988/89, 1989/90, 1996, 2018, 2019, 2020, 2021, 2022, 2023.
Финалиста (15): 1925, 1927, 1942, 1943, 1944, 1946, 1951, 1963, 1971, 1972, 1979, 1990/91, 1997, 1998/99, 2001/02.

### Међународни
- Лига шампиона:

Освајач (2): 2018/19, 2023/24.
Финалиста (1): 2020/21.
- ЛЕН Трофеј:

Освајач (2): 2016/17, 2017/18.
Финалиста (2): 1994/95, 1996/97.
- Куп победника купова:

Освајач (4): 1974/75, 1977/78, 1979/80, 1997/98.
Финалиста (1): 1978/79.
- Суперкуп Европе:

Освајач (5): 1978, 1980, 2018, 2019, 2024.
Финалиста (1): 2017.